# Bahman Yārī
Bahman Yārī (persiska: بَهمَنيارئ شَرقی, بَهمَنيارئ بالا, بِهيارئ شَرقی, بهمن ياری, بَهمَنيارِ شَرقی, Bahmanyārī-ye Sharqī) är en ort i Iran.   Den ligger i provinsen Bushehr, i den centrala delen av landet, 700 km söder om huvudstaden Teheran. Bahman Yārī ligger 34 meter över havet och antalet invånare är 346.
Terrängen runt Bahman Yārī är platt. Runt Bahman Yārī är det ganska glesbefolkat, med 38 invånare per kvadratkilometer. Närmaste större samhälle är Bandar-e Ganāveh, 17,3 km söder om Bahman Yārī. Trakten runt Bahman Yārī är ofruktbar med lite eller ingen växtlighet.